# Wein Margit
Wein Margit, Ábrányiné Wein Margit (Lesnyek, 1861. december 15. – Budapest, 1948. november 28.) opera-énekesnő (szoprán).

## Élete
Édesapja, Wein János a Fővárosi Vízművek első igazgatója és részben megteremtője. 1881-ben a Színészeti Tanoda opera tanszakán végzett, 1884. április 1-jén a Nemzeti Színházhoz szerződtették, majd szeptembertől a megnyíló Operaház tagja volt 1899-ig. Búcsúfelléptekor a zeneakadémisták tüntettek távozása miatt, ennek következményeként Keglevich István lezáratta a növendékpáholyt. Az esetnek óriási sajtóvisszhangja volt, még a parlamentben is terítékre került az ügy. Keglevich hosszú szünet után engedte vissza a lányokat a páholyba, a fiúknak a karzatot jelölte ki. Bécsben (1897) és Kolozsvárott is fellépett. 
1882-ben feleségül ment Ábrányi Emil költőhöz. 1901–1920 között a Zeneakadémia tanára. Több opera címszerepét elsőként énekelte Budapesten. A Kerepesi úti temetőben nyugszik férjével és az Ábrányi család többi tagjával.

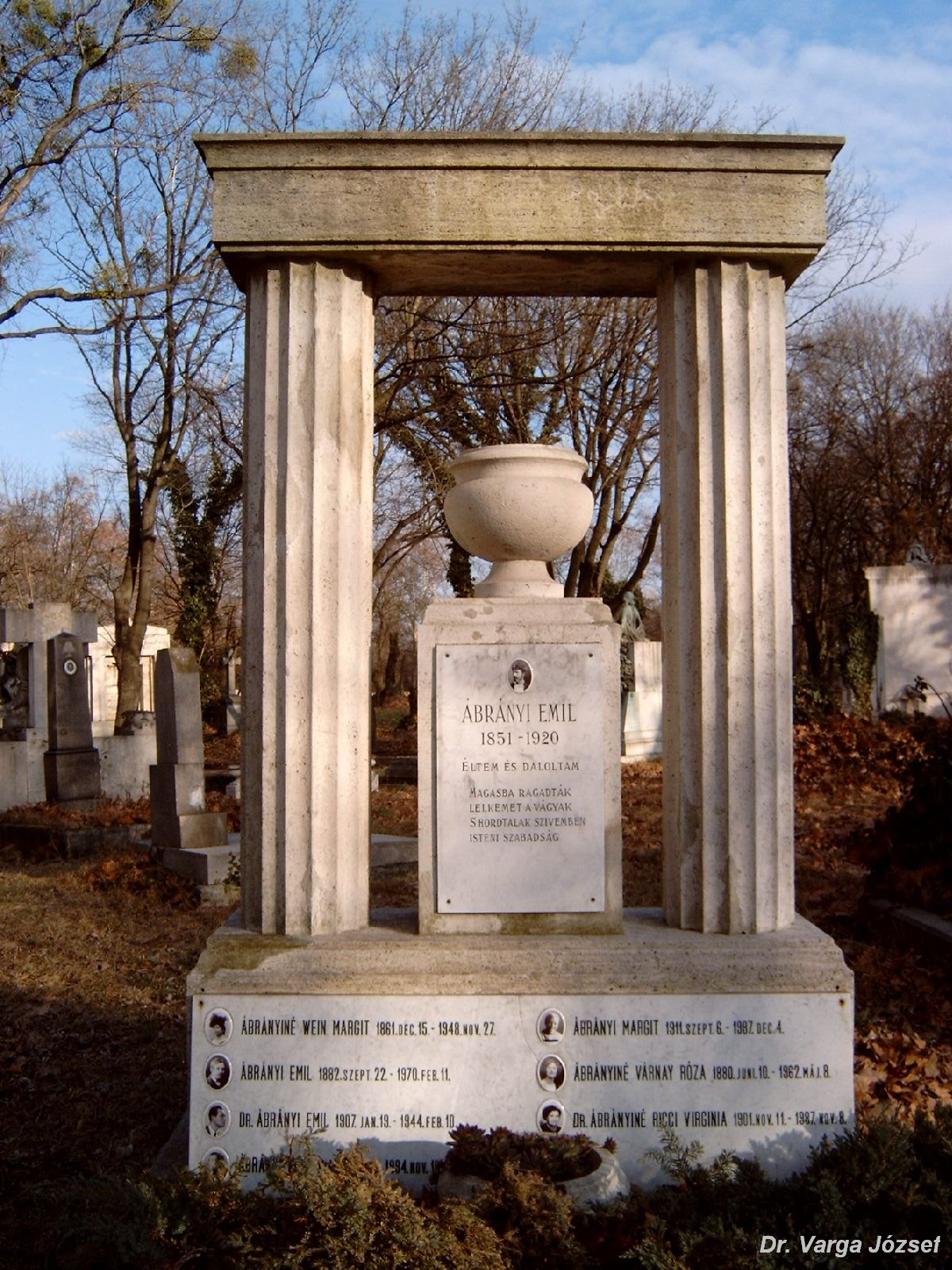
Wein Margit sírja az Ábrányi család síremlékében. Fiumei úti sírkert: 37/2-1-33

## Fontosabb szerepei
- Daniel Auber: A fekete dominó – Angela
- Daniel Auber: A portici néma – Hercegnő
- Vincenzo Bellini: Az alvajáró – Amina
- Gaetano Donizetti: Az ezred lánya – Marie
- Gaetano Donizetti: Lammermoori Lucia – címszerep
- Erkel Ferenc: Hunyadi László – Gara Mária
- Erkel Ferenc: Bánk bán – Melinda
- Goldmark Károly: A házi tücsök – Dot
- Hubay Jenő: A falu rossza – Boriska
- Engelbert Humperdinck: Jancsi és Juliska – Jancsi
- Conradin Kreutzer: A granadai éji szállás – Gabrielle
- Ruggero Leoncavallo: Bajazzók – Nedda
- Ruggero Leoncavallo: Bohémek – Musetta
- Aimé Maillart: Villars dragonyosai – Rose Friquet
- Pietro Mascagni: Parasztbecsület – Lola
- Victor Massé: Jeanette menyegzője – Jeanette
- Giacomo Meyerbeer: A hugenották – Valois Margit
- Giacomo Meyerbeer: Ördög Róbert – Izabella
- Giacomo Meyerbeer: Az afrikai nő – Inez
- Wolfgang Amadeus Mozart: Don Juan – Zerlina
- Wolfgang Amadeus Mozart: Figaro lakodalma – Cherubino
- Wolfgang Amadeus Mozart: A varázsfuvola – Pamina
- Gioachino Rossini: A sevillai borbély – Rosina
- Gioachino Rossini: Tell Vilmos – Matild
- Bedřich Smetana: Az eladott menyasszony – Mařenka
- Ambroise Thomas: Mignon – Philine
- Ambroise Thomas: Hamlet – Ophelia
- Giuseppe Verdi: Rigoletto – Gilda